# 甦る熱球
『甦る熱球』（よみがえるねっきゅう、原題：The Stratton Story）は、1949年に公開されたアメリカ合衆国の映画。1930年代にメジャーリーグのシカゴ・ホワイトソックスで投手として活躍したモンティ・ストラットンの伝記映画である。監督はサム・ウッド。出演はジェームズ・ステュアートやジューン・アリソンなど。映画公開後、ストラットンは「スチュアート氏は私を素晴らしく演じてくれた」とコメントを出した。
日本では「蘇る熱球」や「甦える熱球」の邦題で公開されたこともある。
第22回アカデミー賞では原案賞（ダグラス・モロー）を受賞した。

## キャスト
| 役名                   | 俳優                     | 日本語吹替 |
| ---------------------- | ------------------------ | ---------- |
| モンティ・ストラットン | ジェームズ・ステュアート | 浦野光     |
| エセル                 | ジューン・アリソン       | 山東昭子   |
| バーニー・ワイル       | フランク・モーガン       | 河村弘二   |
| マー・ストラットン     | アグネス・ムーアヘッド   |            |
| *エディー・ディブソン  | ビル・ウィリアムス       |            |
| テッド・ライオンズ     | ブルース・コーリング     |            |
| ジョシュ・ヒギンズ     | クリフ・クラーク         |            |
| ドット                 | メアリー・ローレンス     |            |
| ルーク・アップリング   | ディーン・ホワイト       |            |
| アーニー               | ロバート・ギスト         |            |
| ジーン・ビアーデン     |                          |            |
| ビル・ディッキー       |                          |            |
| ジミー・ダイクス       |                          |            |
| マーヴ・シェイ         |                          |            |

- 日本語吹替：テレビ版・初回放送1968年10月20日『日曜洋画劇場』

## スタッフ
- 監督：サム・ウッド
- 製作：ジャック・カミングス
- 原案：ダグラス・モロー
- 脚本：ダグラス・モロー、ガイ・トロスパー
- 撮影：ハロルド・ロッソン
- 音楽：アドルフ・ドイッチ